# How Glory Goes
How Glory Goes è il secondo album in studio della cantante e soprano statunitense Audra McDonald, pubblicato il 15 febbraio 2000 dalla Nonesuch Records.

## Tracce
1. Any Place I Hang My Hat Is Home – 3:31 (Harold Arlen, Johnny Mercer)
2. Bill – 3:35 (Jerome Kern, P. G. Wodehouse, Oscar Hammerstein II)
3. I Had Myself a True Love – 3:56 (Harold Arlen, Johnny Mercer)
4. I Hid My Love – 2:51 (Steve Marzullo, John Clare)
5. Was That You? – 2:42 (Adam Guettel, Lindy Robbins)
6. I Won't Mind – 4:04 (Jeff Blumenkrantz, Annie Kessler, Libby Saines)
7. A Sleepin' Bee – 3:59 (Harold Arlen, Truman Capote)
8. Come Down from the Tree – 3:13 (Stephen Flaherty, Lynn Ahrens)
9. I Never Has Seen Snow – 4:17 (Harold Arlen, Truman Capote)
10. When Did I Fall In Love? – 3:23 (Jerry Bock, Sheldon Harnick)
11. The Man That Got Away – 3:53 (Harold Arlen, Ira Gershwin)
12. Somewhere – 2:32 (Leonard Bernstein, Stephen Sondheim)
13. How Glory Goes – 3:36 (Adam Guettel)
14. Lay Down Your Head – 2:25 (Jeanine Tesori, Brian Crawley)

## Classifiche
| Classifica (2000) | Posizione massima |
| ----------------- | ----------------- |
| Stati Uniti       | 197               |